# Erich Storz
Pour les articles homonymes, voir Storz.
Erich Storz (né le 11 décembre 1927 à Rotenburg an der Fulda, mort le 9 septembre 2016 à Bad Sachsa) est un chanteur, producteur et éditeur de musique allemand.

## Biographie
La famille Storz déménage à Osterode am Harz peu après sa naissance. Enfant, Storz compose des marches et écrit la valse Unter den Brücken der Seine. Après avoir été prisonnier de guerre, il multiplie les petits métiers. Au début des années 1950, il devient chanteur de musique traditionnelle ; l'une de ses formations s'appelle Die lustigen Volksmusikanten. En 1958, il connaît un grand succès avec le titre Die kleine Bimmelbahn en duo ou dans l'Erich-Storz-Trio. Le petit train chanté dans cette chanson existait réellement : la ligne d'Osterode à Kreiensen ouverte en 1898 et fermée en 1967.
En 1947, lui, qui se surnomme le "Schnulzenkönig", fonde la maison d'édition musicale Arminia (avec le label Storz Records International), dans laquelle son épouse Marianne Vasel et Marianne Opitz (souvent avec lui) paraissent.
Storz vit à Lippoldsberg pendant de nombreuses années puis déménage à Bad Sachsa.

## Discographie
Singles
- 1957 : Die kleine Bimmelbahn / Das Herzkammerlfenster (Metronome)
- 1957 : Der jodelnde Postillion (Metronome DM 52)
- 1957 : Meister Specht / Köhlerliesel (Metronome DM 54)
- 1957 : Dunkle Tannen stehen / Die alte Kröte (Metronome DM 82)
- 1958 : Im tiefen Tal, wo der Wildbach rauscht / Mädel, draußen ist’s so schön (Metronome DM 93)
- 1958 : Es war in einer Sommernacht / Die Sonnen-Marie (Metronome DM 94)
- 1958 : Böhmermädel / Schwer mit den Schätzen des Orients beladen (Metronome DM 131)
- 1958 : Oilele / O Tongatbu / Die Eichenthaler Mädchen (Metronome DM 132)
- 1958 : Sunny Lake Walk (Mercury 71268X45)
- 1959 : Hohen Tannen / In meiner Heimat (Metronome DM 153)
- 1959 : Mit einem Lied auf den Lippen / Mit einer Mandoline (Metronome DM 154)
- 1960 : Heidemarie / Die Rosel aus dem Wiesengrund (Metronome DM 160)
- 1960 : Wasserträger-Song / Wenn ein Stern… (Metronome DM 171)
- 1960 : Futsch am Fudschijama (Metronome DM 234)
- 1962 : Auf die Wildbahn bin ich gegangen / Monika (Metronome DM 256)
- 1965 : Ihr sollt euch lieben / Eine Handvoll Reis (Storz Records International 45204)
- 1966 : Wenn am Wegrand tausend Blumen blüh’n / ’s ist alles dunkel, ’s ist alles trüb (SRI 45225)

## Source de la traduction
- (de) Cet article est partiellement ou en totalité issu de l’article de Wikipédia en allemand intitulé « Erich Storz » (voir la liste des auteurs).

1. 1 2  (de) Uwe Lowin, « Erich Storz », sur Arminia, 2002 (consulté le 26 mars 2020)